# Marlies Jensen-Leier

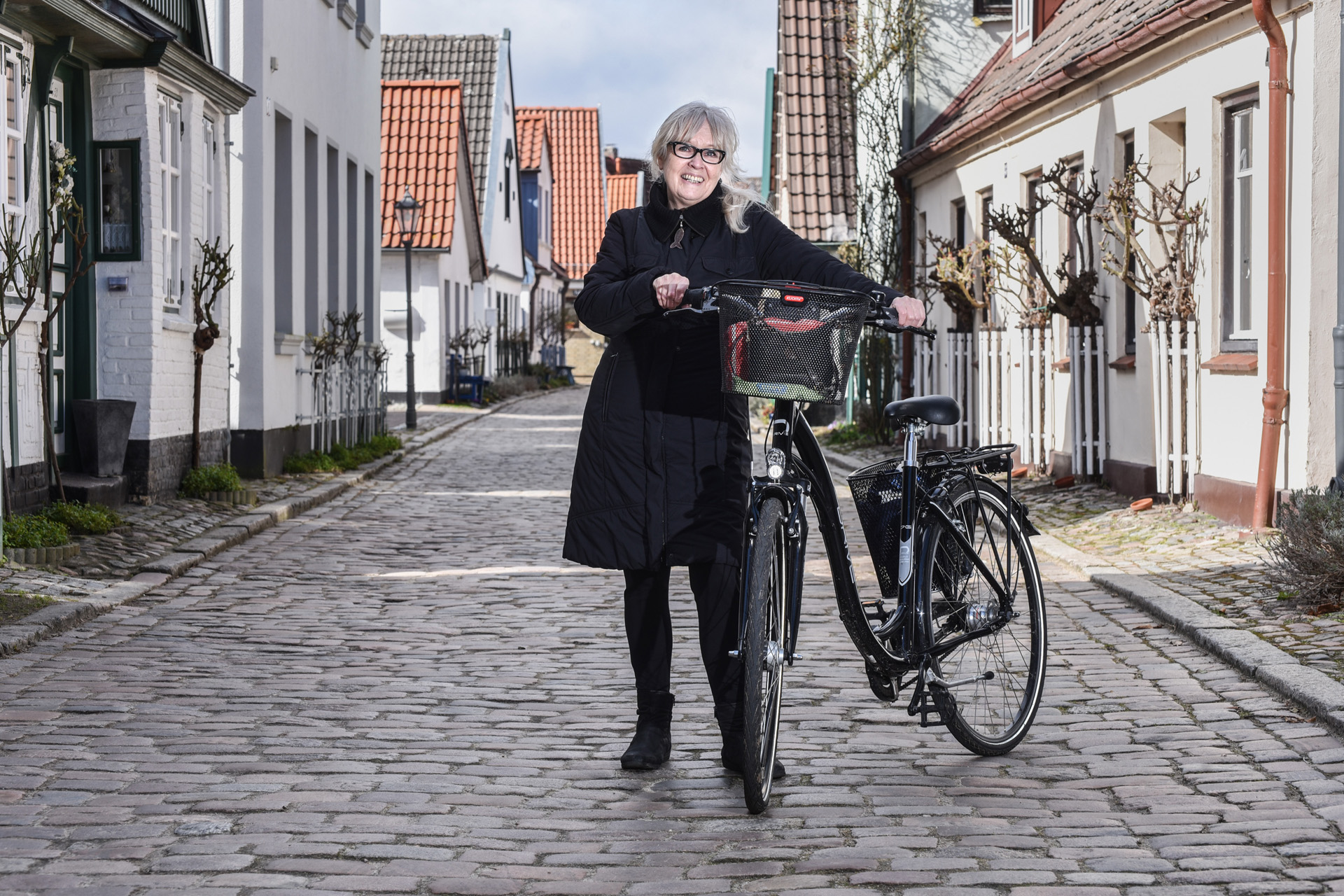
Marlies Jensen-Leier (2021)

Marlies Jensen-Leier (* 1950 in Schleswig) ist eine deutsche freie  Schriftstellerin.

## Leben
Marlies Jensen-Leier wurde als Tochter eines Fischers auf dem Schleswiger Holm geboren. Nach der Volksschule absolvierte sie eine Lehre bei der Stadtverwaltung Schleswig. Nach Tätigkeiten als Vorstandssekretärin war sie elf Jahre Wahlkreisassistentin des SPD-Europaabgeordneten Gerd Walter (Wahlkreis Schleswig-Holstein). Ab 1991 war sie persönliche Mitarbeiterin des SPD-Bundesvorsitzenden Björn Engholm. 1993 beendete sie ihre Tätigkeit für die SPD.
Seit diesem Zeitpunkt arbeitet sie als Autorin. Marlies Jensen-Leier kehrte 2006 aus Kiel auf den Schleswiger Holm zurück.
Neben der schriftstellerischen Tätigkeit fertigt sie Objekte und Collagen zu ihren Texten. Jensen-Leiers Gedichte, kurze Prosastücke und Essays wurden in mehreren Anthologien, Sammelwerken und Periodika abgedruckt.

## Literarisches Werk
Biografischer Hintergrund für ihr literarisches Werk ist der Schleswiger Holm. Von dieser (bis 1933) Insel betrieben ihre Vorfahren über Jahrhunderte Fischfang. Sie erlebte in ihrer Kindheit und Jugend den letzten Moment dieser alten Kultur. Ihr Motiv für ihre literarische Arbeit ist die Auseinandersetzung mit der globalen Gesellschaft: „… weil es mich fassungslos macht, was trotz der Vorsätze meiner Generation weltweit geworden ist!“ Zudem setzt sie sich mit der plattdeutschen Sprache auseinander. Leier stammt mütterlicher- und väterlicherseits aus vollkommen plattdeutscher Sippe, gehört aber zur ersten Mädchen-Generation, die nach dem Zweiten Weltkrieg inmitten plattdeutscher Alltagskultur hochdeutsch erzogen wurde (mit den Jungs wurde weiter plattdeutsch gesprochen, weil man zu der Zeit noch davon ausging, dass sie Fischer würden wie ihre Väter, was sich kurze Zeit später als Irrtum herausstellte, weil der Fischbestand dramatisch zurückging). Leier sieht den Reichtum des Plattdeutschen in den Mundarten der Regionen. Bei ihren plattdeutschen Texten und ihren Übertragungen ins Plattdeutsche geht es ihr darum, die Literaturfähigkeit des Plattdeutschen nachzuweisen.
Anlässlich des Festaktes zum Tag der Deutschen Einheit in der Ostseehalle Kiel im Jahr 2006, der unter dem Motto „Deutschland im Dialekt“ stand, begrüßte sie die Gäste und sprach ein plattdeutsches Statement zum Land Schleswig-Holstein.

## Politisches Engagement
Ab 2000 organisierte Jensen-Leier ehrenamtlich das kommunale Agenda 21-Projekt in Mönkeberg bei Kiel (Vortragsreihe).
2010 war sie Mitgründerin der Bürgerinitiative „Zukunftswerkstatt Schleswig“, einem Zusammenschluss von Schleswiger Bürgern. Im Zuge der Europäischen Flüchtlingskrise 2015 organisierte sie die Lesereise „Lesung gegen die Festung Europa“, für die sie Schriftsteller aus Schleswig-Holstein gewann.
Aus der Veröffentlichung „Holm – engHolm und zurück“ heraus gründete sie 2020 die Graswurzelbewegung „VON UNS AUS“ in Schleswig.

## Auszeichnungen
- 2013: 1. Preis für Satire von NordBuch e. V., Förderverein für zeitgenössische Literatur, für den Text Schriftsteller in Schleswig-Holstein e. V.

## Publikationen
- Petri – Patri – Paradies – Vom Holm, den Holmern und der Welt. Wachholtz Verlag, Neumünster 1996, ISBN 978-3-529-02633-1.
- Es war einmal ein Mensch wie du vor 1.000 Jahren in Haithabu. Bilder Katja Jensen. Agimos Verlag, Kiel 2000. ISBN 3-931903-24-9
- Wirklich gewesene Utopie. Petri – Patri – Paradies. Wachholtz Verlag, Neumünster 2004, ISBN 3-529-02604-2.
- Hede Haddeby … vor 1000 Jahren in Haithabu. A4 -Format Version für Größere und Große von 10 bis 100; Pixy-Format ab 3 – hochdeutsch und plattdeutsch mit Hörbuch. Bilder: Katja Jensen, Hede Haddeby Verlag, Schleswig 2006, ISBN 978-3-939781-02-8.
- Das Weltwunder von Gottorf.  Hörbuch/CD/Booklet – hochdeutsch und plattdeutsch – gelesen von der Autorin, begleitet von der Hamburger Ratsmusik. Hede Haddeby Verlag, Schleswig 2008, ISBN 978-3-939781-06-6;
- Die Erbschaft aus Angeln. In 3 Versionen: hochdeutsch – heutiges  hiesiges Platt – älteres Angeliter Platt. ihleo verlag, Husum 2014.
- Holm – engHolm und zurück. ihleo verlag, Husum 2019, ISBN 978-3-940926-78-4.
- Ein Plan für Schleswig (und) Schleswig um 1960, selbst herausgegeben, 2021, Herstellung Dreisatz GmbH Schleswig,  ISBN 978-3-939781-07-3
- Brief an Putin – Diplomatischer Versuch, selbst herausgegeben, Juni 2023, BoD, ISBN 978-3-7578-3890-4
- Die hier gesungen haben - Geheimnis und Lebenskunst der Fischer auf dem Schleswiger Holm, Juni 2025, selbst herausgegeben, 244 Seiten, Hardcover, Herstellung Dreisatz GmbH Schleswig, ISBN 978-3-00-082342-8

### Übertragungen ins Plattdeutsche
- Mit den Holthamer op dat sööte Geheemnis. Gedichte des Lyrikers Erich Fried, hochdeutsch und plattdeutsch nebeneinander. Agimos Verlag Kiel 2001. ISBN 3-931903-25-7
- ... und plötzlich mögen alle Kafka. Die Erzählung des Dichters Franz Kafka: Ein Bericht für eine Akademie. hochdeutsch und plattdeutsch nebeneinander, Hede Haddeby Verlag, Schleswig 2006, ISBN 3-939781-00-2.